# Élections municipales de 2020 à Rennes
Pour un article plus général, voir Élections municipales françaises de 2020.

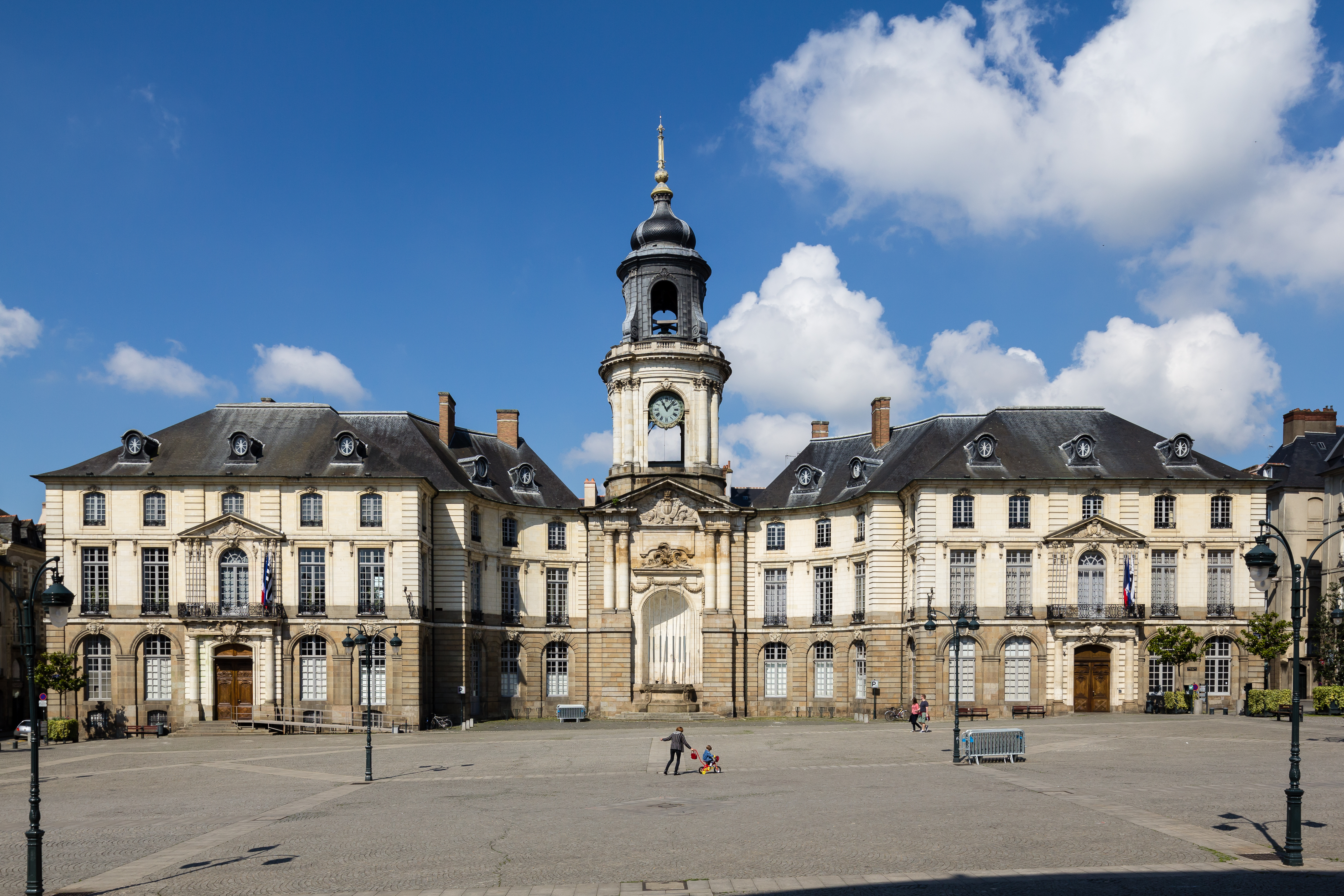
L'hôtel de ville de Rennes est situé sur la place de la Mairie face à l'opéra.

Les élections municipales françaises de 2020 à Rennes visent à procéder au renouvellement du conseil municipal et du conseil communautaire. Comme dans toutes les communes de 1 000 habitants et plus, les élections à Rennes sont municipales et intercommunales. Chaque bulletin de vote comporte deux listes : une liste de candidats aux seules élections municipales et une liste de ceux également candidats au conseil métropolitain. Le premier tour a lieu le 15 mars 2020. Le second tour, initialement prévu le 22 mars suivant, est d'abord reporté sine die en raison de la pandémie de Covid-19, puis fixé au 28 juin 2020.

## Contexte

### Groupes sortants
| Groupe | Groupe                             | Partis         | Positionnement | Nombre de sièges |
| ------ | ---------------------------------- | -------------- | -------------- | ---------------- |
|        | Alternance 2020                    | LR, UDI, MoDem | Opposition     | 13               |
|        | Mouvement radical                  | MR             | Majorité       | 2                |
|        | Socialiste                         | PS             | Majorité       | 28               |
|        | Union démocratique bretonne        | UDB            | Majorité       | 2                |
|        | Écologiste                         | EÉLV           | Majorité       | 11               |
|        | Communiste                         | PCF            | Majorité       | 3                |
|        | Parti de gauche - France Insoumise | PG, LFI        | Opposition     | 2                |

### Résultats des scrutins depuis 2014
| Scrutin             | 1er tour | 1er tour | 1er tour | 1er tour | 1er tour | 1er tour | 1er tour | 1er tour | 1er tour | 1er tour | 1er tour | 1er tour | 2d tour     | 2d tour     | 2d tour     | 2d tour     | 2d tour     | 2d tour     | 2d tour     | 2d tour     | 2d tour     |
| Scrutin             | 1er      | 1er      | %        | 2e       | 2e       | %        | 3e       | 3e       | %        | 4e       | 4e       | %        | 1er         | 1er         | %           | 2e          | 2e          | %           | 3e          | 3e          | %           |
| ------------------- | -------- | -------- | -------- | -------- | -------- | -------- | -------- | -------- | -------- | -------- | -------- | -------- | ----------- | ----------- | ----------- | ----------- | ----------- | ----------- | ----------- | ----------- | ----------- |
| Municipales 2014    |          | PS       | 35,57    |          | UDI      | 30,12    |          | EELV     | 15,09    |          | FN       | 8,37     |             | PS          | 55,83       |             | UDI         | 44,16       | pas de 3e   | pas de 3e   | pas de 3e   |
| Européennes 2014    |          | PS       | 21,47    |          | EELV     | 18,90    |          | UMP      | 13,91    |          | UDI      | 13,38    | tour unique | tour unique | tour unique | tour unique | tour unique | tour unique | tour unique | tour unique | tour unique |
| Régionales 2015     |          | PS       | 40,11    |          | LR       | 20,26    |          | EELV     | 13,01    |          | FN       | 11,16    |             | PS          | 63,08       |             | LR          | 25,81       |             | FN          | 11,11       |
| Présidentielle 2017 |          | LREM     | 31,86    |          | LFI      | 25,86    |          | LR       | 16,53    |          | PS       | 13,82    |             | LREM        | 88,39       |             | FN          | 11,61       | pas de 3e   | pas de 3e   | pas de 3e   |
| Européennes 2019    |          | LREM     | 26,19    |          | EELV     | 24,33    |          | PS       | 10,91    |          | FN       | 7,89     | tour unique | tour unique | tour unique | tour unique | tour unique | tour unique | tour unique | tour unique | tour unique |

## Candidats
| Liste | Liste                                                                    | Partis           | Tête de liste     | Nuance | Ordre |
| ----- | ------------------------------------------------------------------------ | ---------------- | ----------------- | ------ | ----- |
|       | Révéler Rennes                                                           | LaREM-UDI        | Carole Gandon     | REM    | 1     |
|       | Rassemblement pour Rennes                                                | RN               | Émeric Salmon     | RN     | 2     |
|       | Rennes en commun                                                         | LFI              | Enora Le Pape     | FI     | 3     |
|       | Rennes Bretagne Europe                                                   |                  | Frank Darcel      | REG    | 4     |
|       | Charles Compagnon 2020 - Libres d'agir pour Rennes                       | DVD-LR-MoDem-PB  | Charles Compagnon | DVD    | 5     |
|       | Lutte ouvrière-Faire entendre le camp des travailleurs                   | LO               | Valérie Hamon     | EXG    | 6     |
|       | Rennes 100 % public                                                      | POID             | Pierre Priet      | EXG    | 7     |
|       | Choisir l'écologie pour Rennes - Une ville solidaire, verte et citoyenne | EELV-UDB-ND      | Matthieu Theurier | VEC    | 8     |
|       | Pour Rennes avec Nathalie Appéré                                         | PS-PCF-G·s-MR-PP | Nathalie Appéré   | UG     | 9     |

### Parti ouvrier indépendant démocratique
En janvier 2020, le Parti ouvrier indépendant démocratique annonce qu'il présentera une liste aux élections municipales. La liste est appelée Rennes 100 % public et s'oppose à la fermeture de l'hôpital Sud du CHU de Rennes. Lors des précédentes élections municipales, en mars 2014, le Parti ouvrier indépendant était déjà candidat, avec une liste menée par Pierre Priet. Elle avait obtenu 0,96 % des voix. La liste du POID est de nouveau menée par Pierre Priet.

### Lutte ouvrière
En octobre 2019, le parti Lutte ouvrière assure qu'il présentera bien une liste aux élections municipales. Comme en 2014, la liste est nommée « Lutte ouvrière-Faire entendre le camp des travailleurs » et est menée par Valérie Hamon.

### La France insoumise
Le 8 septembre 2019, les Insoumis de Rennes réunis en assemblée générale ont voté pour désigner leurs chefs de file. Ceux-ci ont été désignés comme porte-parole pour la création d'une liste citoyenne pour les élections municipales à Rennes appelée Rennes en commun. Excluant le Parti socialiste, ils ont lancé un appel aux citoyens, aux associations, ainsi qu'aux partis politiques Génération.s, Place publique et Europe Écologie Les Verts pour une union large à gauche.
Les insoumis désignent deux co-têtes de liste :
- Jean-Paul Tual, conseiller municipal du groupe d'opposition le Parti de gauche[10],
- Enora Le Pape, professeure de français langue étrangère[11].

Lors des élections législatives de 2017, Enora Le Pape, candidate de La France insoumise dans la 8e circonscription d'Ille-et-Vilaine, obtenait 14,14 % des suffrages exprimés au premier tour pour se retrouver au second tour face à Florian Bachelier candidat de La République en marche. Elle réunit alors 39,04 % des voix.
Le 6 décembre, les insoumis et les citoyens engagés dans la démarche Rennes en commun annoncent que la liste sera constituée de 50 % de citoyens non-militants.

### Europe Écologie Les Verts
Fin 2018, les écologistes ont constitué avec l’Union démocratique bretonne (UDB) une association, Confluences, pour « construire un projet écologique, solidaire et démocratique en dehors des partis politiques » en vue des municipales.
Lors des élections européennes de 2019, la liste Europe Écologie Les Verts menée par Yannick Jadot a recueilli 24,33 % des suffrages à Rennes. Après cette élection, ce dernier annonce alors vouloir conquérir plusieurs grandes villes françaises aux municipales dont Rennes.
Les écologistes désignent deux co-têtes de liste :
- Matthieu Theurier, vice-président de Rennes Métropole chargé de l’économie sociale et solidaire et coprésident du groupe écologiste au conseil municipal de Rennes. Lors des élections législatives de 2017, Matthieu Theurier, candidat d'Europe Écologie Les Verts dans la 8e circonscription d'Ille-et-Vilaine, obtenait 7,25 % des suffrages exprimés au premier tour[12].
- Priscilla Zamord, désigneuse en économie sociale et solidaire, sans étiquette et cofondatrice de la ressourcerie La Belle déchette à Rennes

Leur liste, soutenue par EELV, l'Union démocratique bretonne, Nouvelle Donne et Confluences, comprend « 50 % de personnes issues de mouvements politique et 50 % de gens qui seront sur un premier engagement »,.

### Parti socialiste
- Nathalie Appéré : La maire sortante annonce le 13 septembre 2019 qu'elle briguera un second mandat en 2020[18]. Elle est soutenue par le Parti socialiste, le Parti communiste, Génération.s, le Mouvement radical et Place publique[19].

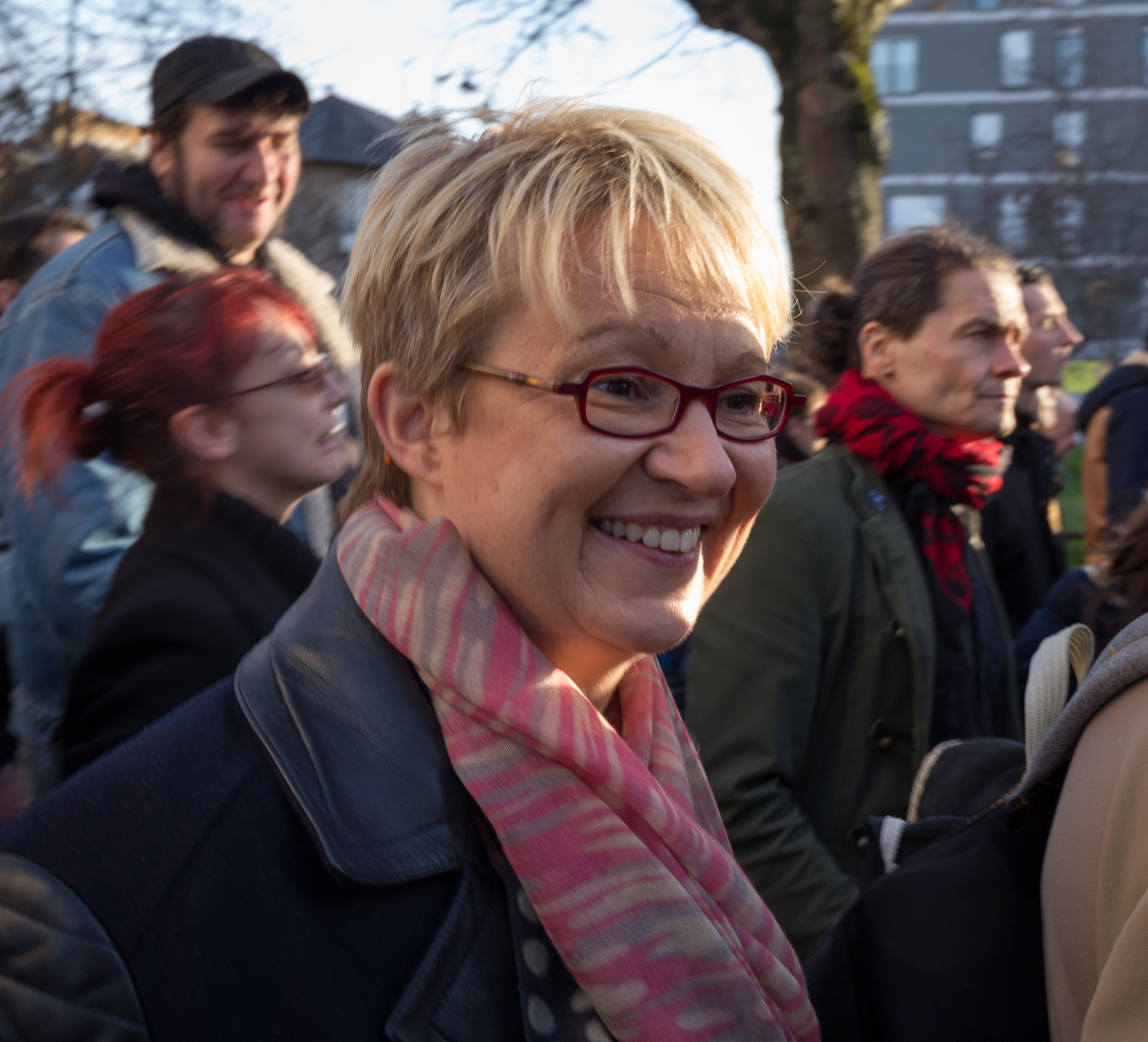
Nathalie Appéré

Elle organise le 26 juin 2019 le lancement d'une plate-forme de débats baptisée « 200 jours pour Rennes », dont le site Web a pour adresse avecnathalieappere.fr.
Dans une entrevue accordée le 13 septembre suivant au journal Ouest-France, elle confirme qu'elle sera candidate aux élections municipales mais qu'elle compte entrer en campagne plus tard ; elle précise réfléchir à postuler à la présidence de Rennes Métropole, à la suite du retrait programmé de la vie politique du socialiste sortant Emmanuel Couet. Elle reçoit quatre jours plus tard le soutien du député François André, apparenté au groupe La République en marche.
Elle déclare publiquement sa candidature à la mairie de Rennes et la présidence de Rennes métropole le 10 décembre, lors d'une réunion publique rassemblant 800 personnes à l'Étage et qui conclut les « 200 jours pour Rennes » au cours desquels les avis de 1 000 Rennais ont été recueillis selon les organisateurs. Elle annonce à cette occasion ses premiers engagements, notamment la création de cinq lignes de bus à haut niveau de service — baptisées « trambus » —, l'aménagement de 100 km de pistes cyclables sécurisées, la gratuité des transports en commun pour les moins de 12 ans, la plantation de 30 000 arbres en six ans, la découverte de la Vilaine devant le palais du Commerce ou encore la création d'une police municipale nocturne et d'une brigade de lutte contre les incivilités.
Le président socialiste du conseil régional de Bretagne Loïg Chesnais-Girard annonce publiquement son soutien à Nathalie Appéré lors d'une séance de l'assemblée en décembre 2019, en réponse à l'interpellation du chef de l'opposition Marc Le Fur.
Elle révèle le 27 janvier 2020 une nouvelle série de propositions dans les domaines de la culture, des sports, et de la vie associative. Elle s'engage notamment à ce que la ville acquière la prison Jacques-Cartier, établissement pénitentiaire désaffecté et toujours propriété du ministère de la Justice, pour en faire un lieu culturel ; à construire une nouvelle piscine dans le quartier de Villejean ; à rendre gratuit l'accès aux collections permanentes des musées rennais et les abonnements aux bibliothèques municipales ; à rénover et agrandir le musée des Beaux-arts ; et à instituer une « réserve citoyenne » de bénévoles mobilisables ponctuellement par les associations.
Lors d'une conférence de presse organisée le 7 février suivant, elle présente l'intégralité de son programme aux côtés d'une partie des candidats de sa liste, en mettant l'accent sur la question écologique, la démocratie locale et la fiscalité. Outre les mesures déjà présentées, elle s'engage à instaurer des « jurys citoyens composés d'associations et de citoyens tirés au sort pour redéfinir des politiques publiques [...] et concevoir des projets d'aménagement d'envergure » et propose d'aménager un « Quartier de la Création » à côté de la gare SNCF pour y développer « les industries créatives et culturelles ». Elle indique ne pas avoir l'intention d'augmenter les impôts au cours de son éventuel prochain mandat,.
Elle tient son meeting de premier tour le 5 mars à la halle Martenot, devant 800 personnes et en présence de l'ancien maire de Rennes Edmond Hervé, du président du conseil régional Loïg Chesnais-Girard, du président du conseil départemental Jean-Luc Chenut et du président de Rennes Métropole Emmanuel Couet, qui se retire de la vie politique. Le lendemain, elle reçoit — comme en 2014 — le soutien public d'Edmond Hervé, dont elle a été l'adjointe entre 2001 et 2008.

### La République en marche
Lors des élections européennes de 2019, la liste LREM-MoDem menée par Nathalie Loiseau a recueilli 26,19 % des suffrages à Rennes.
- Carole Gandon, référente départementale de La République en marche en Ille-et-Vilaine et porte-parole nationale du parti, est investie le 15 juillet 2019 pour être la candidate du parti présidentiel à la mairie de Rennes[31]. Jean Emile Gombert, ancien président de l'université Rennes 2 de 2011 à 2015 et ancien militant socialiste, est désigné numéro 2 de la liste Révéler Rennes[32].

Pendant près de 12 semaines, Carole Gandon et les militants du collectif Révéler Rennes vont à la rencontre des Rennaises et des Rennais dans chacun des 12 quartiers de Rennes afin de recueillir leur ressenti sur leur ville et nourrir la construction du futur programme municipal.[réf. nécessaire] Une opération « Appel aux Rennais » est lancée le 18 septembre 2019 par le collectif Révéler Rennes pour appeler à la candidatures de citoyens non engagés précédemment en politique, afin de figurer sur la liste pour les élections municipales, 15 places leur sont ainsi réservées. Le 8 décembre suivant, le collectif dit avoir reçu plus de 50 candidatures et clôt l'opération afin de prendre le temps de sélectionner les 15 citoyens qui seront présents sur la liste. Finalement, le 23 janvier, lors d'une réunion publique dans le quartier Villejean ce sont 16 candidats qui seront dévoilés afin de respecter la parité.
Début janvier 2020, le collectif Révéler Rennes dévoile ses 16 premiers engagements pour la ville de Rennes. Ceux ci sont majoritairement axés autour de 4 thèmes : la sécurité, l'engagement citoyen, l'écologie et la mobilité. Concernant la sécurité, elle propose de tripler le nombre de caméras de vidéoprotection, l'embauche de 30 policiers municipaux supplémentaires et propose également l'armement de ceux-ci de tasers. Elle s'engage aussi sur la création d'une « brigade verte » à cheval ou à vélo, afin de prévenir les incivilités quotidiennes. Sur la mobilité, la candidate à la mairie propose de prolonger la ligne B du métro vers l'aéroport et le parc des expositions puis vers le campus de Ker Lann. Elle propose également la création d'un « bus à 360° » autour de la rocade, sur des routes existantes afin de relier les communes avoisinantes avec les parkings relais.
Le secrétaire d'État au Numérique Cédric O participe le 22 octobre 2019 à une réunion publique de soutien à Carole Gandon, imité trois jours plus tard par la secrétaire d'État à l'Égalité entre les femmes et les hommes Marlène Schiappa,. Le 20 janvier 2020 c'est au tour de Christophe Castaner, ministre de l'intérieur, de venir à Rennes pour soutenir la liste. Le 3 février 2020, Carole Gandon reçoit le soutien de l'UDI. Cinq jours plus tard, le maire UDI de Chantepie, Grégoire Le Blond, et le maire divers gauche proche de LREM de Chartres-de-Bretagne, Philippe Bonnin, annoncent qu'ils soutiennent l'idée de Carole Gandon selon laquelle le maire de Rennes ne doit pas nécessairement occuper la présidence de Rennes métropole, rappelant que tous deux ont proposé une charte de gouvernance métropolitaine. Le 7 février 2020, c'est au tour de la secrétaire d'État Amélie de Montchalin d'afficher son soutien à la candidate du même parti.
Dans la deuxième moitié du mois de février 2020, Ouest-France puis Libération pointent un usage alarmiste, voire biaisé, des statistiques du chômage et de la délinquance à Rennes de la part de Carole Gandon, soulignant même des contradictions avec les propos des députés LREM rennais,.
Le 4 mars 2020, Jean-Yves Le Drian, ancien président du conseil régional de Bretagne et actuel ministre des Affaires étrangères, apporte son soutien à la candidate LREM. Il précise le lendemain avoir accepté de figurer en photo sur la profession de foi de Carole Gandon mais se désolidarise du verbatim de la tête de liste du parti présidentiel présent sous la photographie, expliquant que « je ne me suis pas exprimé sur la campagne municipale, ni sur les contenus des programmes. Les seuls propos qui pourront m’être attribués à Rennes, comme ailleurs, seront ceux que je tiendrai publiquement ».

### Centre droit
- Charles Compagnon, président du Carré rennais, association des commerçants rennais, présente sa candidature et construit une liste de rassemblement sans étiquette. Il démissionne alors de la présidence de l'association[47]. Il est le propriétaire du restaurant Le Carré, situé sur la place des Lices de Rennes.

Pierre Breteau, maire (étiquette UDI jusqu'en 2017) de Saint-Grégoire et conseiller régional de Bretagne, réfléchit à se présenter aux municipales à Rennes à la tête d'une liste centriste. En juin 2019, il signe avec 71 élus locaux de droite et du centre une tribune pour soutenir la politique mise en place par Emmanuel Macron et rejoint le Mouvement démocrate, parti présidé par François Bayrou et membre de la majorité présidentielle. Le 21 juin 2019, il « appelle à un très large rassemblement de différentes sensibilités politiques : LREM, MoDem, UDI, Agir, Les Républicains, ainsi que des représentants de la société civile ». Le 27 septembre 2019, il annonce qu'il se présentera finalement de nouveau à Saint-Grégoire ainsi qu'à la présidence de Rennes Métropole, et apporte son soutien à Charles Compagnon pour l'élection municipale à Rennes.
Le 5 décembre 2019, Marie-Pierre Vedrenne, ancienne directrice de la maison de l'Europe de Rennes et députée européenne Modem, numéro 3 sur la liste LREM-Modem lors des élections européennes de 2019, apporte son soutien à Charles Compagnon pour l'élection municipale rennaise.

### Les Républicains
Bertrand Plouvier, leader de l’opposition du centre et de la droite au conseil municipal de Rennes, annonce en novembre 2018 qu’il a l’intention d’être la tête de liste Les Républicains aux municipales à Rennes. Il renonce finalement à la candidature en juin 2019 pour « se consacrer à sa vie professionnelle et à sa famille ». Il apporte alors son soutien à Pierre Breteau, maire MoDem de Saint-Grégoire et candidat potentiel à la mairie de Rennes et à la présidence de la métropole.
En septembre 2019, la commission nationale d'investiture des Républicains décide de n'investir aucun candidat dans la capitale bretonne.

### Rassemblement national
- Émeric Salmon, conseiller régional de Bretagne depuis 2015, est choisi par la commission d’investiture du Rassemblement national en avril 2019 pour mener la liste du parti aux municipales à Rennes[55].

Lors des élections législatives de 2017, Émeric Salmon, candidat du Front national dans la 1er circonscription d'Ille-et-Vilaine, obtenait 6,05 % des suffrages exprimés au premier tour.

### Régionalistes
Frank Darcel, écrivain et guitariste, notamment du groupe de rock rennais Marquis de Sade, envisage de se présenter à la tête d’une liste nommée « Rennes Bretagne Europe ». En 2010, il a monté avec Caroline Ollivro, d’anciens militants du Parti breton et des gens de la société civile, le mouvement Breizh Europa, qui milite pour l’autonomie de la Bretagne. À l'occasion des élections municipales de 2014, il dirigeait la campagne de la liste « Rennes Bretagne Europe » menée par Caroline Ollivro, qui obtient 3,82 % au premier tour.

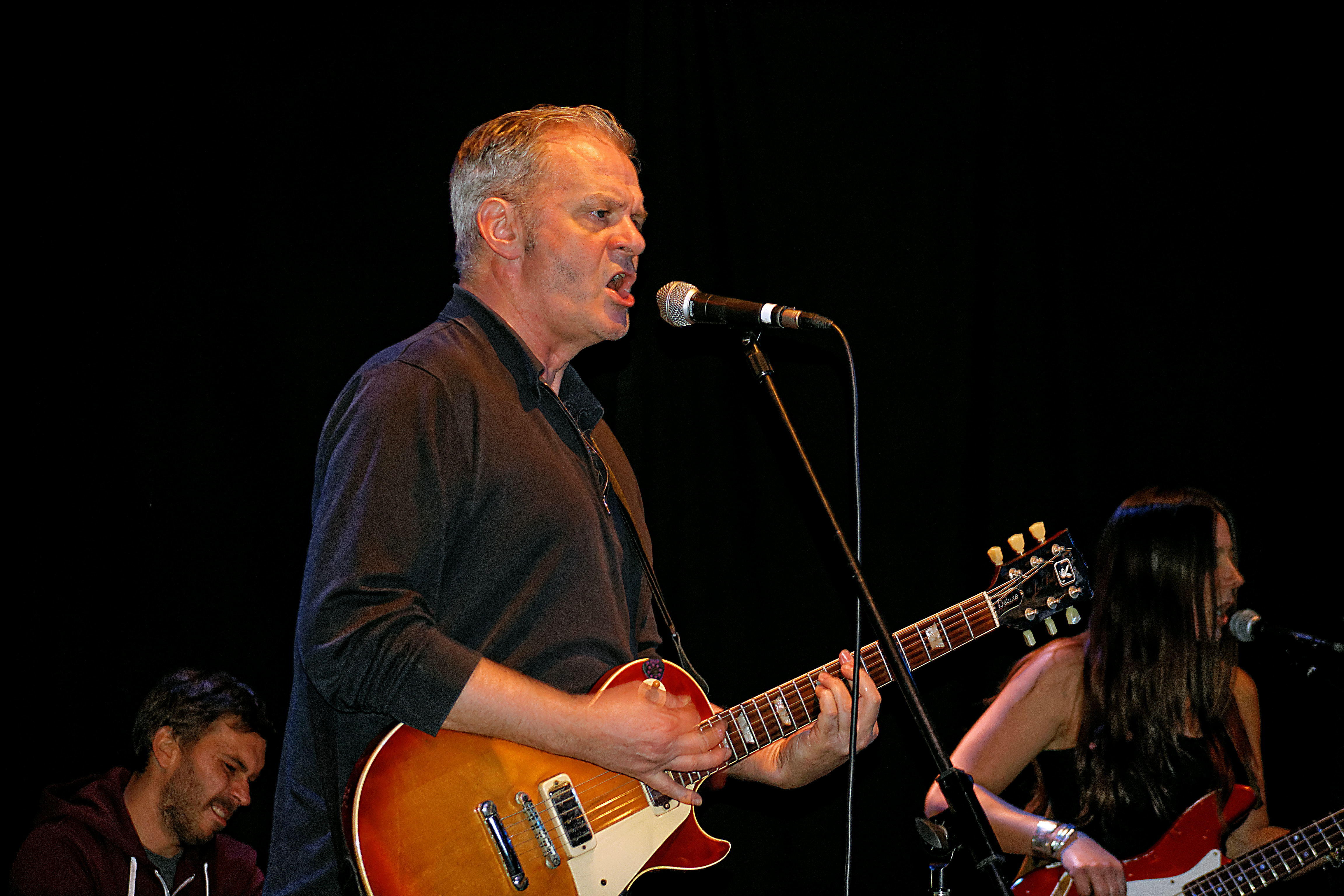
Frank Darcel

## Résultats
Comme en 2014, les listes socialistes et écologistes, menées par Nathalie Appéré et Matthieu Theurier, arrivées en première et deuxième positions au premier tour, fusionnent pour le second tour.
|                                                                          |                          |                          |              |              |             |             |        |        |  |
| Tête de liste                                                            | Tête de liste            | Liste                    | Premier tour | Premier tour | Second tour | Second tour | Sièges | Sièges |  |
| Tête de liste                                                            | Tête de liste            | Liste                    | Voix         | %            | Voix        | %           | CM     | RM     |  |
|                                                                          | Nathalie Appéré          | PS - PCF - G·s - MR - PP | 14 840       | 32,77        | 23 352      | 65,35       | 51     | 41     |  |
| Pour Rennes avec Nathalie Appéré                                         |                          |                          | 14 840       | 32,77        | 23 352      | 65,35       | 51     | 41     |  |
|                                                                          | Matthieu Theurier        | EELV - UDB - ND          | 11 487       | 25,37        | 23 352      | 65,35       | 51     | 41     |  |
| Choisir l'écologie pour Rennes - Une ville solidaire, verte et citoyenne |                          |                          | 11 487       | 25,37        | 23 352      | 65,35       | 51     | 41     |  |
|                                                                          | Carole Gandon            | LREM - UDI               | 6 470        | 14,29        | 6 251       | 17,49       | 5      | 4      |  |
| Révéler Rennes                                                           |                          |                          | 6 470        | 14,29        | 6 251       | 17,49       | 5      | 4      |  |
|                                                                          | Charles Compagnon        | DVD - LR - MoDem - PB    | 5 528        | 12,21        | 6 130       | 17,15       | 5      | 4      |  |
| Charles Compagnon 2020 - Libres d'agir pour Rennes                       |                          |                          | 5 528        | 12,21        | 6 130       | 17,15       | 5      | 4      |  |
|                                                                          | Enora Le Pape            | LFI                      | 3 413        | 7,53         |             |             |        |        |  |
| Rennes en commun                                                         |                          |                          | 3 413        | 7,53         |             |             |        |        |  |
|                                                                          | Émeric Salmon            | RN                       | 1 904        | 4,20         |             |             |        |        |  |
| Rassemblement pour Rennes                                                |                          |                          | 1 904        | 4,20         |             |             |        |        |  |
|                                                                          | Frank Darcel             | REG                      | 871          | 1,92         |             |             |        |        |  |
| Rennes Bretagne Europe                                                   |                          |                          | 871          | 1,92         |             |             |        |        |  |
|                                                                          | Valérie Hamon            | LO                       | 480          | 1,06         |             |             |        |        |  |
| Lutte ouvrière-Faire entendre le camp des travailleurs                   |                          |                          | 480          | 1,06         |             |             |        |        |  |
|                                                                          | Pierre Priet             | POID                     | 281          | 0,62         |             |             |        |        |  |
| Rennes 100 % public                                                      |                          |                          | 281          | 0,62         |             |             |        |        |  |
|                                                                          |                          |                          |              |              |             |             |        |        |  |
| Votes valides                                                            | Votes valides            | Votes valides            | 45 274       | 98,07        | 35 733      | 96,73       |        |        |  |
| Votes blancs                                                             | Votes blancs             | Votes blancs             | 292          | 0,63         | 725         | 1,96        |        |        |  |
| Votes nuls                                                               | Votes nuls               | Votes nuls               | 601          | 1,30         | 482         | 1,30        |        |        |  |
| Total                                                                    | Total                    | Total                    | 46 167       | 100,00       | 35 733      | 100,00      | 61     | 49     |  |
| Abstention                                                               | Abstention               | Abstention               | 70 294       | 60,36        | 79 670      | 68,32       |        |        |  |
| Inscrits / participation                                                 | Inscrits / participation | Inscrits / participation | 116 461      | 39,64        | 116 610     | 30,64       |        |        |  |

### Conseil municipal élu
|                             |       |       |      |                                    |                                                 |
| Maire de Rennes             |       |       |      |                                    |                                                 |
| Nathalie Appéré (PS)        |       |       |      |                                    |                                                 |
| Parti                       | Sigle | Sigle | Élus | Groupe                             | Président                                       |
| Majorité (51 sièges)        |       |       |      |                                    |                                                 |
| Europe Écologie Les Verts   |       | EÉLV  | 10   | Écologiste et citoyen              | Matthieu Theurier (EÉLV) Valérie Faucheux (ÉCO) |
| Divers écologistes          |       | ÉCO   | 8    | Écologiste et citoyen              | Matthieu Theurier (EÉLV) Valérie Faucheux (ÉCO) |
| Union démocratique bretonne |       | UDB   | 2    | Écologiste et citoyen              | Matthieu Theurier (EÉLV) Valérie Faucheux (ÉCO) |
| Nouvelle Donne              |       | ND    | 1    | Écologiste et citoyen              | Matthieu Theurier (EÉLV) Valérie Faucheux (ÉCO) |
| Parti socialiste            |       | PS    | 14   | Socialiste, démocrate, citoyen     | Sébastien Sémeril (PS)                          |
| Divers gauche               |       | DVG   | 5    | Socialiste, démocrate, citoyen     | Sébastien Sémeril (PS)                          |
| Génération.s                |       | G·s   | 5    | Génération.s                       | Tristan Lahais (G·s)                            |
| Parti communiste français   |       | PCF   | 4    | Communiste                         | Yannick Nadesan (PCF)                           |
| Parti radical               |       | PR    | 1    | Mouvement radical (social-libéral) | Honoré Puil (PR)                                |
| Divers gauche               |       | DVG   | 1    | Mouvement radical (social-libéral) | Honoré Puil (PR)                                |
| Opposition (10 sièges)      |       |       |      |                                    |                                                 |
| La République en marche     |       | LREM  | 3    | Révéler Rennes                     | Carole Gandon (LREM)                            |
| Divers centre               |       | DVC   | 2    | Révéler Rennes                     | Carole Gandon (LREM)                            |
| Divers droite               |       | DVD   | 3    | Libres d’agir pour Rennes          | Charles Compagnon (DVD)                         |
| Les Républicains            |       | LR    | 1    | Libres d’agir pour Rennes          | Charles Compagnon (DVD)                         |
| Mouvement démocrate         |       | MoDem | 1    | Libres d’agir pour Rennes          | Charles Compagnon (DVD)                         |